# 水橋バイパス

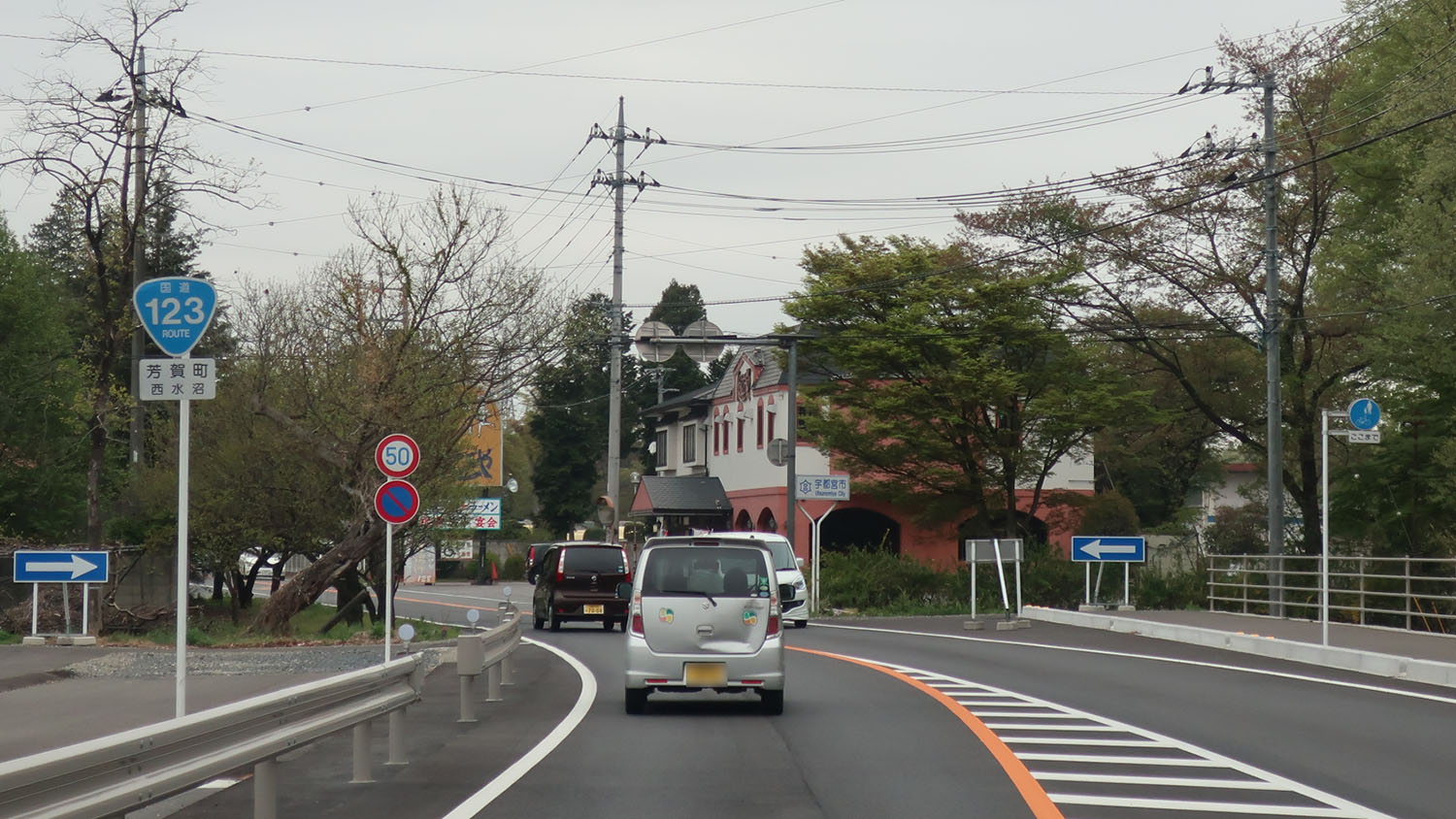
水橋バイパス
栃木県芳賀郡芳賀町

水橋バイパス（みずはしバイパス）は、栃木県芳賀郡芳賀町西水沼から芳賀町与能に至る、現道拡幅区間を含む延長2.3kmの国道123号のバイパスである。
芳賀町水橋地区における国道123号は野元川の開運橋が急傾斜の太鼓橋で見通しが悪く危険なうえ、橋の両端で栃木県道156号石末真岡線が合流し、通勤通学時間帯は慢性的な交通渋滞をきたしていた。
この問題点を解決するために行われたのが当事業であり、新開運橋を北側に新設しその前後区間の路線改良を行って、交通渋滞の解消と事故防止を目的とする。

## 概要
- 起点：栃木県芳賀郡芳賀町西水沼
- 終点：栃木県芳賀郡芳賀町与能
- 総距離：2.3km
- 車線数：暫定2車線（用地は4車線分確保）
- 事業費：約20億円

## 沿革
- 2003年度：事業化
- 2012年3月10日：第1期区間（新開運橋区間1.3km）開通